# الجريمة في المملكة المتحدة

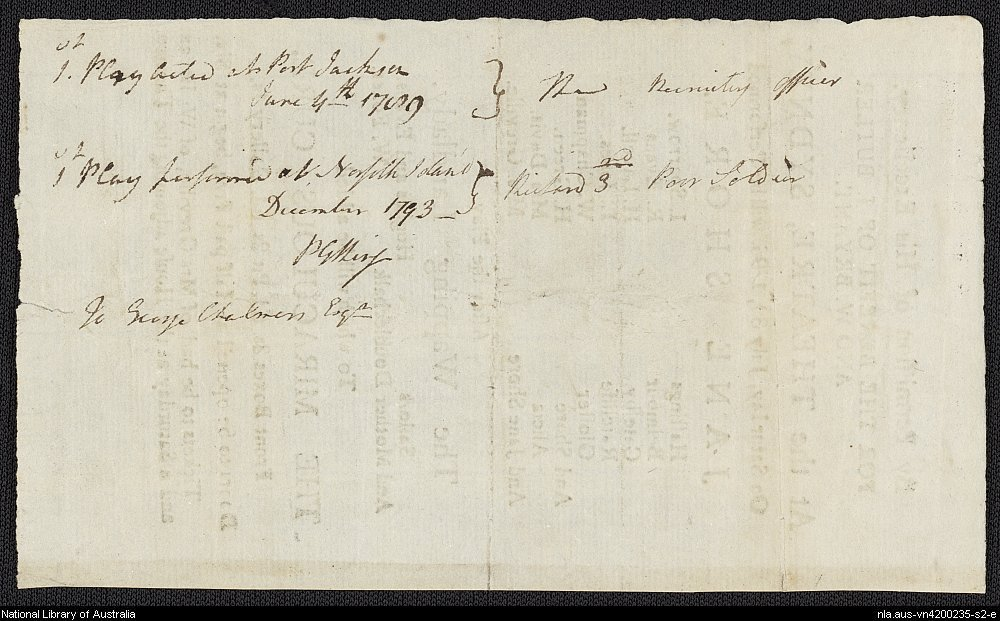
تم عرض المسرحية في بورت جاكسون، الرابع من يونيو عام 1789، ضابط التجنيد

تشمل الجريمة في المملكة المتحدة جرائم العنف والجرائم غير العنيفة التي تحدث داخل المملكة المتحدة. تُقسم المحاكم وأنظمة الشرطة إلى ثلاثة أقسام، بناءً على السلطات القضائية المختلفة في إنجلترا وويلز واسكتلندا وأيرلندا الشمالية.
تُقسم المسؤولية عن الجريمة في إنجلترا وويلز بين وزارة الداخلية، الإدارة الحكومية المسؤولة عن الحد من الجرائم ودرئها، إلى جانب وكالات إنفاذ القانون في المملكة المتحدة؛ ووزارة العدل التي تدير نظام العدالة بما في ذلك محاكمه وسجونه. تقع هذه المسؤولية في اسكتلندا على عاتق مكتب التاج ودائرة المدعي العام المحلي، التي تعمل بصفتها المدع العام الوحيد في اسكتلندا، وبالتالي فهي مسؤولة عن مقاضاة مرتكبي الجرائم فيها.

## نظام العدالة الجنائية

### إنجلترا وويلز
هناك نوعان من المحاكمات الجنائية في إنجلترا وويلز: «مستعجلة» و«بناء على لائحة اتهام». بالنسبة للبالغين، تجري المحاكمات المستعجلة في المحاكم الجزئية، في حين تجري المحاكمات القائمة على لائحة الاتهام في محكمة التاج. على الرغم من إمكانية وجود مكانين للمحاكمة، فإن جميع القضايا الجنائية تقريبًا، مهما كانت خطيرة، تبدأ في المحاكم الجزئية. يمكن أيضًا انعقاد محاكمات الجرائم في «أيّ الفئتين»، اعتمادًا على خطورة الجرم الفردي. يعني هذا أنه يمكن المحاكمة إما أمام قضاة المحكمة الجزئية أو محكمة التاج حسب الظروف. يمكن حتى إدانة شخص ما من قِبل المحكمة الجزئية وإرساله إلى محكمة التاج لإصدار الحكم (عندما يرى القضاة أنهم لا يتمتعون بسلطات إصدار الأحكام الكافية). علاوة على ذلك، حتى لو احتفظ قضاة المحكمة الجزئية بالسلطة القضائية لجريمة ما، فإنه يحق للمدعى عليه اختيار محاكمة بهيئة محلفين في محكمة التاج. يجري اختيار هيئة المحلفين بشكل مستقل عن الادعاء والدفاع.

### اسكتلندا
تُعتبر محاكم الصلح أدنى مستوى من المحاكم الجنائية في اسكتلندا. بالمقارنة مع المحكمة الجزئية الإنجليزية الويلزية، فإن سلطاتها مقيدة بدرجة أكبر. فعلى سبيل المثال، يمكنهم فقط إصدار حكم بالسجن لمدة تصل إلى 60 يومًا. تُعتبر محكمة مفوض الأمن المحكمة الجنائية الرئيسية. يجوز انعقاد محكمة مفوض الأمن من أجل «القضايا المستعجلة» أو «القضايا الرسمية». تُستخدم الأولى للجرائم الأقل خطورة، ويترأسها مفوض الأمن (القاضي) وحده، في حين تكون الأخيرة محاكمةُ أمام هيئة محلفين. اعتبارًا من 10 ديسمبر 2007، أصبحت العقوبة القصوى التي يمكن فرضها في القضايا المستعجلة هي السجن لمدة 12 شهرًا أو غرامة قدرها 10,000 جنيه استرليني، وفي القضايا الرسمية السجن لمدة 5 سنوات أو غرامة غير محدودة. تُعتبر محكمة القضاء العالي أرفع محكمة جنائية في اسكتلندا، وهي المحكمة التي يُنظر فيها بالجرائم الأكثر خطورة (كالقتل مثلًا) وهي محكمة استئناف للقضايا الجنائية الأخرى.
تضم هيئات المحلفين في اسكتلندا 15 عضوًا وتحتاج فقط إلى أغلبية بسيطة لإصدار الحكم وهو ما يميزها عن أنظمة القانون العام. يمكن للمحاكم الاسكتلندية أيضًا أن تصدر ثلاثة أحكام: «مذنب» و«غير مذنب» و«عدم ثبوت الأدلة» (وهو أيضًا قرار بديل بالبراءة).

### أيرلندا الشمالية
في أيرلندا الشمالية، تنظر المحاكم الجزئية في القضايا الجنائية الأقل خطورة وتُعقد فيها جلسات استماع أولية للقضايا الجنائية الأكثر خطورة. تنظر محكمة التاج في أيرلندا الشمالية في قضايا جنائية أكثر خطورة، وهي جرائم يعاقب عليها القانون وجرائم «أي الفئتين» التي تُقدم للمحاكمة في محكمة التاج وليس المحاكم الجزئية. تملك أيرلندا الشمالية نظامها القضائي الخاص. يُعتبر اللورد رئيس القضاة في أيرلندا الشمالية الكيان الذي يترأس هذا النظام. وزارة العدل هي الدائرة المسؤولة عن إدارة المحاكم، والتي تمتد سلطتها عبر محاكم أيرلندا الشمالية والمجالس القضائية فيها. علاوة على ذلك، فإن الإدارة مسؤولة أيضًا عن السياسات والتشريعات المتعلقة بالقانون الجنائي وسياسة المساعدة القانونية والشرطة والسجون والمراقبة. على غرار نظام العدالة في الولايات المتحدة، فإن المدعى عليهم أبرياء حتى تثبت إدانتهم وإضافة إلى ذلك، من أجل إثبات التهمة، يجب أن يقود الدليل القاضي أو هيئة المحلفين إلى اتخاذ قرار بناءً على حقيقة أن الأمر «قطعي».

## الجريمة ومداها

### إنجلترا وويلز
في إنجلترا وويلز، سُجلت 618,000 جريمة «عنف ضد أشخاص» تسببت في إصابات عام 2015. وشملت مجالات الجريمة الأخرى السرقة (124,000) والسطو (713,000) وسرقة المركبات (874,000). كان عدد نزلاء السجون في إنجلترا وويلز 83,430 (تقديرات 2018)، أي ما يعادل 179 شخصًا لكل 100,000. ويعد هذا أقل بكثير من الولايات المتحدة الأمريكية (762) ولكنه أكثر من جمهورية أيرلندا (76)، وأكثر بقليل من متوسط الاتحاد الأوروبي (123). بلغ معدل جرائم القتل في إنجلترا وويلز 1.2 لكل 100,000 نسمة في عام 2016، ثالث أعلى معدل في أوروبا الغربية، بعد بلجيكا وفرنسا. تزايد معدل جرائم القتل في إنجلترا وويلز بنسبة 39% من أدنى مستوى له خلال 38 عامًا والبالغ 0.89 لكل 100,000 في عام 2015 وإلى أعلى نسبة له خلال عقد والبالغ 1.23 لكل 100,000 في عام 2018.
كانت الجريمة في لندن الأعلى في إنجلترا وويلز في عام 2009 (111 لكل 1,000 نسمة)، تليها مانشستر الكبرى (101 لكل 1,000 نسمة).
في معظم السنوات منذ عام 1995، انخفضت معدلات الجريمة في إنجلترا وويلز، على الرغم من ارتفاع جرائم العنف في أواخر العقد الثاني من القرن الحادي والعشرين. في عام 2015، وجد مسح الجرائم في إنجلترا وويلز أن الجريمة في إنجلترا وويلز كانت في أدنى مستوى لها منذ بدء المسح في عام 1981، بعد أن انخفضت بشكل كبير من ذروتها في عام 1995 وبنسبة 31% في 2010- 2015. فمثلًا، انخفض عدد جرائم العنف من 4.2 مليون في 1994 – 1995 إلى 1.32 مليون في 2014 – 2015 مع تغير طفيف على مدى السنوات القليلة التالية.

### اسكتلندا
كان هناك 60 ضحية قتل في اسكتلندا في عام 2018 – 2019، وهي زيادة طفيفة عن العام السابق. في الربع الثالث من عام 2009، كان هناك ما يزيد قليلًا عن 17,000 ضابط من الشرطة يعمل بدوام كامل. كان هناك نحو 375,000 جريمة في 2008 – 2009، انخفاض بنسبة 2% عن العام الذي قبله. وشملت هذه الجرائم نحو 12,500 من أعمال العنف غير الجنسي، و168,000 جريمة احتيال (ضُمّن في هذه الفئة اقتحام المنازل والسرقة وسرقة المتاجر) و110,000 من أعمال التخريب وافتعال الحرائق. في فترة عام 2008 – 2009، كان عدد نزلاء السجون في اسكتلندا نحو 73,000، أي ما يعادل 142 شخصًا لكل 100,000 نسمة، وهو ما يماثل إنجلترا وويلز إلى حد كبير.

### أيرلندا الشمالية
بين أبريل 2008 و2009، سجلت دائرة الشرطة في أيرلندا الشمالية ما يزيد قليلًا عن 110,000 جريمة، بزيادة قدرها 1.5% عن العام الذي قبله. اعتبارًا من عام 2020، كان في أيرلندا الشمالية نحو 6,873 شرطي في مختلف المناصب يعملون بدوام كامل، وفي عام 2019 كان عدد نزلاء السجون 1,448 أي 83 لكل 100,000 نسمة، وهو أقل من سائر المملكة المتحدة.